# Yandel
Yandel est un chanteur portoricain de reggaeton. Il s'est fait connaître grâce au duo Wisin y Yandel. Il est né dans la ville de Cayey situé sur l'île de Porto Rico.

## Biographie

### Jeunesse
Avant d’être artiste, il travaillait dans le village de Cayey en tant que barbier, toute sa famille était barbier, coiffeurs… toutes ses tantes font ça.

### Carrière
Le groupe connaît un succès important grâce à l'extension de reggaeton avec des titres comme Noche de sexo, Pam pam ou plus récemment Sexy movimiento.

### Vie privée
En juillet 2004, Veguilla a épousé sa petite amie de longue date, Edneris Espada Figueroa. Le couple à deux enfants : Adrián Yandel Veguilla, né le 25 janvier 2001, et Derek Adrián Veguilla, né le 27 mai 2004.

## Discographie

### Album solo
- 2003: ¿Quién contra mí?
- 2013: De lider a leyenda
- 2015: Dangerous
- 2017: #UPDATE
- 2019: The One
- 2020: ¿Quién Contra Mí 2?
- 2023: Resistencia
- 2024: Elyte

### EP
- 2014: Legacy: De líder a leyenda Tour
- 2024: Manifesting 20-05 (avec Feid)

### Albums en live
- 2015: Legacy
- 2015: Legacy: Deluxe Edition